# Canthigaster inframacula
Canthigaster inframacula es una especie de peces de la familia Tetraodontidae en el orden de los Tetraodontiformes.

## Morfología
Los machos pueden llegar alcanzar los 7,6 cm de longitud total.

## Hábitat
Es un pez de mar de clima tropical y asociado a los  arrecifes de coral que vive entre 124-274 m de profundidad.

## Distribución geográfica
Se encuentra en la isla de Oahu (Hawaii) y el Japón.

## Observaciones
Es inofensivo para los humanos.